# Rasmus Rasmussen (færøsk forfatter)
 Der er flere personer med dette navn, se Rasmus Rasmussen.
Rasmus Rasmussen (født 13. august 1871 i Miðvágur, død 5. oktober 1962 i Tórshavn) var en færøsk højskolelærer, forfatter og selvstyreaktivist. Han var indvalgt i Lagtinget 1914-1928 som repræsentant for Sjálvstýrisflokkurin. Han var med til at oprette Færøernes første folkehøjskole, Føroya Fólkaháskúli, sammen med Símun av Skarði i 1899, og her arbejdede han som lærer indtil 1947. Han skrev en række bøger, heriblandt Bábelstornið i 1909; det var den første roman skrevet på færøsk.